# Boulounga (Bourzanga)
Pour les articles homonymes, voir Boulounga.
Boulounga est une commune rurale située dans le département de Bourzanga de la province du Bam dans la région Centre-Nord au Burkina Faso.

## Géographie

### Localisation
La commune est traversée par la route nationale 22.

### Climat
Boulounga est doté d'un climat de steppe sec et chaud, de type BSh selon la classification de Köppen, avec des moyennes annuelles de 28,2 °C pour la température et de 556 mm pour les précipitations.

## Démographie
Lors du recensement de 2006, on y a dénombré 2 316 habitants. 